# Шар (геологія)
У геології, шар, або верства може значити:
1. Геологічне тіло плоскої форми, яке складене на всій довжині одновіковими осадовими породами і обмежене двома різновіковими поверхнями осадження, що відособлюють його за будь-якими ознаками від суміжних. Шар — основна форма залягання осадових гірських порід. Характеризується наявністю двох приблизно рівнобіжних поверхонь (підошва і покрівля), що обмежують шар від порід іншої якості. Площа поширення шару набагато перевищує його нормальну потужність. Літологічний склад Ш. за простяганням може змінюватись.
2. Допоміжна стратиграфічна одиниця регіонального значення, складова частина стратиграфічного горизонту.
3. Стратиграфічне позначення, яке об'єднує відклади за загальними літологічними або палеонтологічними ознаками.
4. Нижча таксономічна одиниця шаруватої текстури товщ земної кори; утворена однотипною породою. Елемент текстури осадової товщі, який складається з однотипної породи, відрізняється петрографічними, ґранулометричними та іншими літологічними особливостями від суміжних шарів і володіє внутрішньою текстурою породи, що формує шар, — наявність прошарків.